# ماه
ماه تنها قمر طبیعی زمین است. این قمر با حدود یک چهارم قطر زمین تقریباً برابر عرض استرالیا است. ماه بزرگ‌ترین قمر طبیعی در منظومه شمسی نسبت به اندازه بزرگی سیاره‌ای که به دور آن می‌چرخد، می‌باشد.
این قمر پنجمین قمر بزرگ در سامانه خورشیدی است. به‌طور کلی ماه بزرگتر از هر سیاره کوتوله شناخته شده است. ماه یک جرم سیاره‌ای است که یک جسم سنگی متمایز را تشکیل می‌دهد و آن را به یک سیاره اقماری تحت تعاریف ژئوفیزیکی این اصطلاح تعریف می‌کند. ماه فاقد هر گونه اتمسفر، هیدروسفر یا میدان مغناطیسی قابل توجهی است. گرانش سطحی آن حدود یک ششم گرانش زمین است (۰٫۱۶۵۴ گرم). قمر مشتری آیو تنها قمر منظومه شمسی است که گرانش و چگالی سطحی بالاتری نسبت به ماه دارد. گردش به دور زمین در فاصله متوسط ۳۸۴۴۰۰ کیلومتر (۲۳۸۹۰۰ مایل)،[۱۸] یا حدود ۳۰ برابر قطر زمین، تأثیر گرانشی آن اندازه زمانی روز زمین را طولانی می‌کند و محرک اصلی جزر و مد زمین است. گردش ماه به دور زمین یک دوره تقریبی ۲۷٫۳ روزه دارد. در طول هر دوره سینودیک ۲۹٫۵ روزه، مقدار سطح قابل مشاهده ای که توسط خورشید روشن می‌شود از صفر تا ۱۰۰٪ متغیر است و در نتیجه فازهای قمری که اساس ماه‌های یک تقویم قمری را تشکیل می‌دهند، ایجاد می‌شوند. ماه به صورت جزر و مدی به زمین قفل شده است، به این معنی که طول یک چرخش کامل ماه روی محور خود باعث می‌شود که همان سمت آن (سمت نزدیک) همیشه رو به زمین باشد و روز قمری کمی طولانی‌تر مانند روز سینودی است. دوره زمانی. با این حال، ۵۹٪ از کل سطح ماه را می‌توان از زمین از طریق تغییر در پرسپکتیو به دلیل رخ‌گردی مشاهده کرد. پذیرفته‌شده‌ترین توضیح مبدأ نشان می‌دهد که ماه حدود ۴٫۵۱ میلیارد سال پیش، اندکی پس از زمین، از قطعات ناشی از برخورد غول پیکر بین سیاره و جسم فرضی به اندازه مریخ به نام Theia شکل گرفت. سپس به دلیل برهم کنش جزر و مدی با زمین به مدار وسیع‌تری فرورفت. سمت نزدیک ماه با ماریاهای آتشفشانی تیره ("دریاها") مشخص شده است، که فضاهای بین ارتفاعات پوسته درخشان باستانی و دهانه‌های برخوردی برجسته را پر می‌کند. بیشتر حوضه‌های ضربه‌ای بزرگ و سطوح مادیان تا پایان دوره ایمبریا، حدود سه میلیارد سال پیش، در جای خود قرار داشتند. سطح ماه نسبتاً غیرانعکاسی است، با انعکاس کمی روشن‌تر از سطح آسفالت فرسوده. با این حال، به دلیل داشتن قطر زاویه‌ای بزرگ، ماه کامل درخشان‌ترین جرم آسمانی در آسمان شب است. اندازه ظاهری ماه تقریباً مشابه اندازه خورشید است و به آن اجازه می‌دهد در طول یک خورشید گرفتگی کامل، خورشید را تقریباً به‌طور کامل بپوشاند. هم برجستگی ماه در آسمان زمین و هم چرخه منظم مراحل آن، ارجاعات فرهنگی و تأثیراتی را برای جوامع بشری در طول تاریخ فراهم کرده است. چنین تأثیراتی را می‌توان در زبان، نظام‌های تقویمی، هنر و اسطوره‌ها یافت. اولین جسم مصنوعی که به ماه رسید، فضاپیمای بدون خدمه لونا ۲ شوروی سابق در سال ۱۹۵۹ بود. به دنبال آن اولین فرود موفقیت‌آمیز توسط لونا ۹ در سال ۱۹۶۶ انجام شد. تنها ماموریت‌های انسانی در ماه تا به امروز، برنامه آپولو ایالات متحده بوده است که دوازده فضانورد مرد را بین سال‌های ۱۹۶۹ تا ۱۹۷۲ بر ماه فرود آورد. این ماموریت‌ها و بعداً بدون سرنشین. سنگ‌های ماه برگشتی که برای ایجاد درک دقیق زمین‌شناسی از منشأ ماه، ساختار داخلی و تاریخ بعدی استفاده شده‌اند.
| زمان‌بندی زمین‌شناسی ماه  | زمان‌بندی زمین‌شناسی ماه      | زمان‌بندی زمین‌شناسی ماه |
| دوره                    | دور                         | میلیون سال پیش         |
| ----------------------- | --------------------------- | ---------------------- |
| کوپرنیکی Copernican     | کوپرنیکی Copernican         | امروز - ۱۱۰۰           |
| اراتوستنی Eratosthenian | اراتوستنی Eratosthenian     | ۱۱۰۰ - ۳۲۰۰            |
| رگباری Imbrian          | بالا                        | ۳۲۰۰ - ۳۸۰۰            |
| رگباری Imbrian          | پایین                       | ۳۸۰۰ - ۳۸۵۰            |
| شهدی Nectarian          | شهدی Nectarian              | ۳۸۵۰ - ۳۹۲۰            |
| پیشاشهدی Pre-Nectarian  | گروه‌های حوضه‌ای Basin Groups | ۳۸۵۰ - ۴۱۵۰            |
| پیشاشهدی Pre-Nectarian  | رازینه Cryptic              | ۴۱۵۰ - ۴۵۶۷            |

## شکل‌گیری

پویانمایی برخورد تیا با زمین نخستین و تشکیل ماه (قرمز>خاکستری)، نسبت بزرگی جرم‌های آسمانی دقیق نیست.

ماه ۴٫۵۱ میلیارد سال پیش، نزدیک به ۶۰ میلیون سال پس از تشکیل منظومهٔ شمسی ایجاد شد. چندین سازوکار برای چگونگی پدید آمدن ماه پیشنهاد شده است مانند جدا شدن ماه از پوستهٔ زمین در اثر نیروی گریز از مرکز (که باید گردش اولیهٔ زمین بسیار قوی بوده باشد)، نیروی جاذبهٔ ماه دیگری که پیشتر تشکیل شده است(که برای آن باید اتمسفر زمین به طرز غیرمنطقی گسترش یافته باشد که انرژی ماه عبوری را هدر دهد)، تشکیل همزمان ماه و زمین از آغاز به صورت قرص برافزایشی (که نبود یا کمبود فلزها در ماه را نمی‌تواند توضیح دهد). هیچ‌کدام از این فرضیه‌ها نمی‌تواند تکانه زاویه‌ای بزرگ میان ماه و زمین را تأمین کند.
فرضیهٔ پذیرفته‌تر برای پدیداری ماه این است که سامانهٔ ماه-زمین پس از برخورد جِرمی به بزرگی مریخ (به نام تیا) با زمین نخستین به‌وجود آمده است (فرضیه برخورد بزرگ). برخورد باعث شد جرم‌هایی از زمین کَنده وارد مدار زمین شود سپس با گذشت سال‌ها این جرم‌ها یکپارچه شدند و ماه شکل می‌گیرد.

در کنفرانس ۱۹۸۴ کونا، هاوایی، فرضیهٔ برخورد بیش از همه مورد پذیرش قرار گرفت: 
پیش از کنفرانس شرکت کنندگان به سه دسته تقسیم می‌شدند، آنهایی که به سه نظریهٔ سنتی تشکیل ماه باور داشتند، گروه اندکی که تازه داشتند برخورد بزرگ را جدی می‌گرفتند و دستهٔ بزرگی که در میانه قرار داشتند، نسبت به بحث بی‌تفاوت بودند و معتقد بودند که این بحث هرگز به نتیجه نمی‌رسد. پس از کنفرانس تنها دو گروه اصلی وجود داشت: گروه طرفداران برخورد بزرگ و ندانم‌گراها
برخوردهای بزرگ در دوران آغازین منظومهٔ شمسی بسیار معمول بوده است، شبیه‌سازی کامپیوتری برخوردهای پرقدرت نشان داده که جرم هسته ماه با گشتاور (حرکت زاویه دار) سامانه زمین-ماه همخوانی دارد، همچنین شیبه سازی‌های قدیمی نشان دادند که بیشتر جرم ماه از جرم برخوردکننده گرفته شده است و نه از زمین نخستین؛ اما شبیه‌سازی‌های تازه‌تر بیان می‌دارد که بخش زیادی از جرم ماه از زمین نخستین گرفته شده است. دیگر جرم‌های داخل سامانه خورشیدی مانند وستا و مریخ بر اساس شهاب سنگ‌هایی که از آنها به دست آمده ترکیب‌های ایزوتوپی بسیار متفاوتی از اکسیژن و تنگستن نسبت به آنچه در زمین است دارند اما ماه و زمین ترکیب‌های ایزوتوپی تقریباً یکسانی دارند. نزدیکی ایزوتوپ‌های ماه و زمین می‌تواند ناشی از آمیخته شدن بخارهایی باشد که پس از برخورد ایجاد شده است البته بر سر این مطلب هنوز اختلاف نظر وجود دارد.
برخورد بزرگ انرژی زیادی آزاد کرد و مواد آزاد شده دوباره در اثر نیروی گرانش به سامانهٔ ماه-زمین تبدیل شد. این احتمالاً باعث مذاب شدن لایهٔ بیرونی زمین و تشکیل اقیانوسی از مواد مذاب شده است؛ به طریق مشابه ماه تازه تشکیل شده هم تأثیر پذیرفته و اقیانوسی از مواد مذاب در سطحش تشکیل شده است که عمق آن از ۵۰۰ کیلومتر تا ۱۷۳۷ کیلومتر برآورد می‌شود. همچنین پوستهٔ چهرهٔ دورتر ماه ۵۰ کیلومتر از چهرهٔ نزدیک تر ماه ضخیم‌تر است، پژوهشگران هنوز در این باره تحقیق می‌کنند.
در حالی که فرضیهٔ برخورد بزرگ بسیاری از شواهد را توضیح می‌دهد اما همچنان سوالات بسیاری بی‌پاسخ مانده است که مهم‌ترین آنها دربارهٔ ترکیبات ماه است.
در سال ۲۰۰۱ گروهی از دانشگاه کارنگی واشینگتن گزارشی بسیار دقیق از ایزوتوپ‌های سنگ‌های ماه ارایه کردند.
با کمال تعجب آنها دریافتند که سنگ‌های به‌دست آمده از برنامه فضایی آپولو همان نشانه‌های ایزوتوپی را داشتند که سنگ‌های زمین داشت اما با تقریباً با تمام جرم‌های دیگر سامانهٔ خورشیدی متفاوت است. این مشاهده به این دلیل غیرقابل انتظار بود که تصور می‌شود بیشتر مادهٔ سازندهٔ ماه از تیا گرفته شده است در سال ۲۰۰۷ نیز اعلام شد که کمتر از ۱ درصد احتمال این وجود دارد که تیا و زمین نشانه‌های ایزوتوپی یکسان داشته باشند. در سال ۲۰۱۲ اعلام شد که دیگر نمونه‌های گرفته شده از ماه توسط آپولو ایزوتوپ‌های تیتانیم یکسان با زمین دارند.

## ویژگی‌های فیزیکی

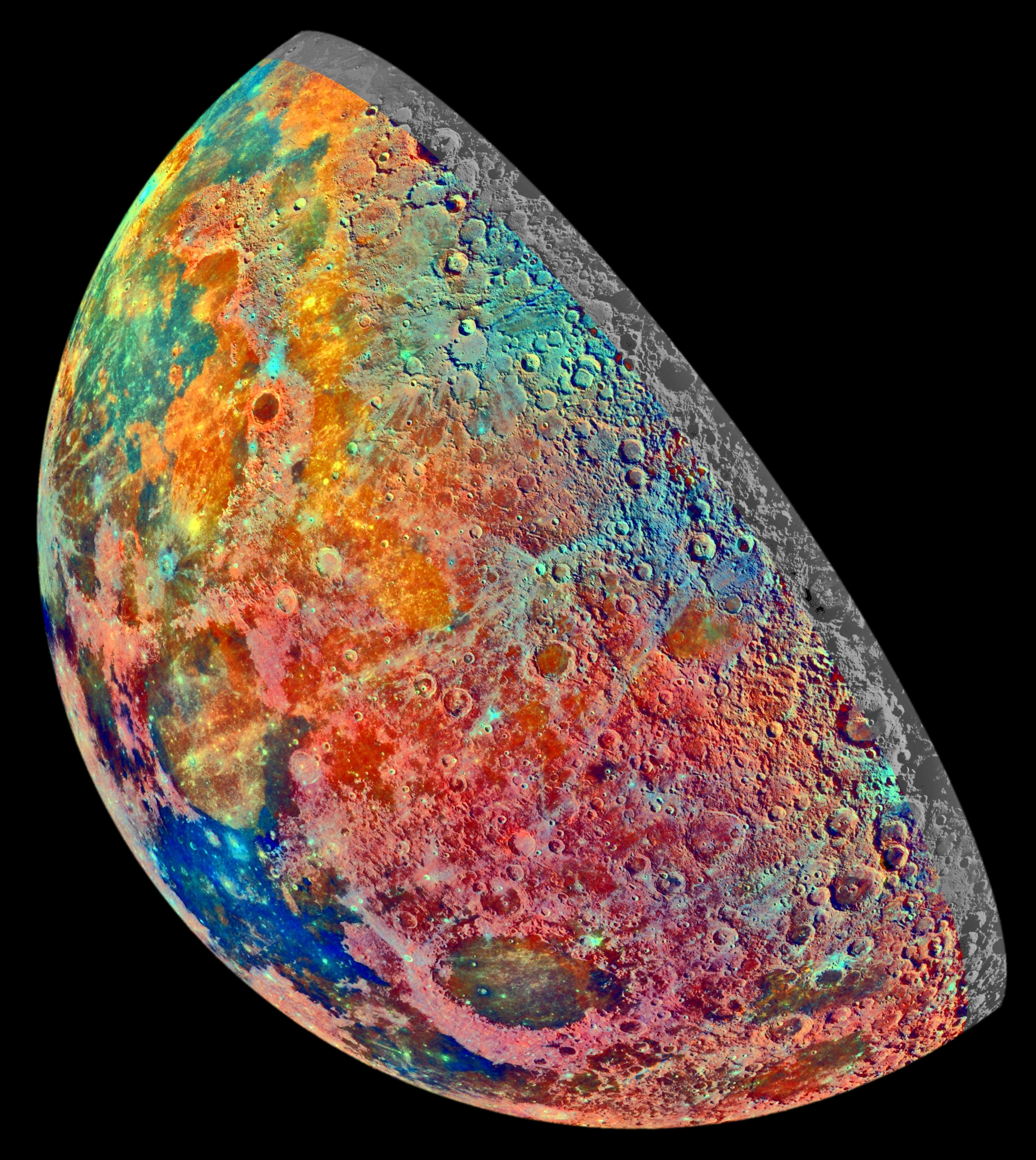
تصویری از ماه به‌صورت ناکامل و هلالی

بر طبق یافته‌های جدید آب در ماه موجود است و برخلاف زمین، ماه دارای هوا، زندگی و میدان مغناطیسی نیست. نمی‌توان گفت که ماه کاملاً غیرفعال است، زیرا «ماه‌لرزه» را باید نشانه‌ای از وجود نوعی حرکت در درون آن دانست. ماه در دوران گذشته، آتشفشان‌هایی داشته است؛ اما غالب حفره‌هایی را که در آن می‌بینیم، نتیجه اصابت سنگ‌های آسمانی در نخستین روزهای شکل‌گیری آن است. بعضی از این حفره‌ها عظیمند برای نمونه عمق حفره نیوتون ۸٬۰۰۰ متر است. هنگامی که سفینه فضایی شوروی به نام لونا ۳ از پشت ماه عکس گرفت، دانشمندان دیدند که روی پنهان ماه درست مانند روی آشکار آن نیست. در آنجا، تعداد حفره‌ها بسیار بیشتر بود؛ اما به‌طور کلی، از حفره‌های روی آشنای ماه کوچک‌تر بودند.

### جو و خاک ماه
جو کره ماه نسبت به جوّ زمین بسیار رقیق و ناچیز است و به این دلیل صدا در جوّ ماه منتقل نمی‌شود و سطح ماه مکانی خاموش و بی‌صداست. فقدان جوّ واقعی به این معنی است که در سطح ماه، مولکول‌های هوا نیز وجود ندارند تا نور خورشید را بپراکنند و با این کار در آسمان ماه ایجاد رنگ کنند؛ به این دلیل، آسمان ماه همیشه سیاه است. نبودِ جو همچنین باعث می‌شود که شهاب‌سنگ‌های کوچک و بزرگ که پیش از رسیدن به زمین در هوا می‌سوزند، در آسمان ماه نسوزند و به‌آسانی به سطح ماه برسند و با شدت به آن اصابت کنند.
در کرهٔ ماه همچنین سنگ بازالت به فراوانی یافت می‌شود. در زیر بیشتر سطح ماه، گدازه‌های بازالتی در جریان‌اند. پس از برخورد شهاب‌های کهن به سطح ماه به خاطر نازک شدن سطح، گدازههای بازالت به سطح راه یافت و بخش‌های عظیمی از رویه کره را پوشاند. این مناطق بازالتی و تیره‌رنگ کره ماه به نام دریاوارهای ماه شناخته می‌شوند.
خاک ماه تقریباً یک‌رنگ و در همه‌جا خاکستری‌رنگ است و با گرد و غباری پوشیده شده که اصطلاحاً خاکه‌سنگ نامیده می‌شود. ماه در زمین خود صفحات زمین‌ساختی ندارد و از آن‌جا که در کره زمین کوه‌ها در نتیجه فشرده شدن این صفحات به هم پدید می‌آیند در ماه پدیده کوهزایی منشأ زیرسطحی ندارد و تنها بر اثر برخورد شهاب‌ها است که ماه دارای پستی و بلندی‌هایی شده است. ماه مثل زمین روز و شب دارد. روز ماه آن قدر گرم است که می‌تواند سرب را ذوب کند. پدیدهُ تفاوت مفرط دمای شب با روز (°۱۵۳-) و (°۱۲۳+) درجه سلسیوس نتیجهُ دیگری از نبودن جو در ماه است.

### دهانه‌ها و دریاوارها
بیش از ۴٬۵ میلیارد سال پیش، سطح ماه به شدت توسط شهاب‌سنگ‌ها بمباران شد و گودال‌های زیادی به نام دهانه در سطح آن به‌وجود آمدند. وسعت بعضی از این دهانه‌های برخوردی به ۳۰۰ کیلومتر (۱۸۵ مایل) می‌رسد که توسط دیواره‌هایی از کوه‌های سنگی که بر اثر برخورد شهاب‌سنگ‌ها به‌وجود آمده‌اند، محصور شده‌اند. بعضی از گودال‌ها، دیوارهای تراس دار یا حلقه‌های کوهستانی هم مرکز داشته و در اکثر آن‌ها قله‌هایی نیز وجود دارند. دهانه‌هایی که رگه‌های بزرگ و درخشان توف نام دارند، بسیار تماشایی هستند. تعدادی از گودال‌های بزرگ‌تر از گدازه آتشفشانی پر شده و دریاهایی در سطح ماه به‌وجود آورده‌اند.
سوی رو به زمین کره ماه (سوی نزدیک)، ظاهری بسیار متفاوت نسبت به سوی دور آن دارد. علت آن اینست که پهنه‌های زیادی از این سوی ماه بر اثر فعالیت‌های آتشفشانی با گدازه‌های تیره‌رنگ پوشیده شده‌اند و آبگیروارهای گوناگونی را به‌وجود آورده‌اند ولی سوی دور ماه همچنان به شکل قدیم یعنی آکنده از گودال باقی‌مانده است.

## حرکاتِ ماه
انسان‌ها از قدیم از کرهٔ ماه و چرخشِ منظم آن برای گاهشماری، به‌ویژه در کشاورزی بهره می‌گرفتند، مسافران و دریانوردان نیز از نور و حضورِ ماه برای جهت‌یابی و ناوبری استفاده می‌کردند؛ ماه همچنین در اسطوره‌های اقوام حضور زیادی دارد و در برخی فرهنگ‌ها حتی آن را به عنوان یک ایزد پرستش می‌کرده‌اند. گرانش (جاذبه) ماه باعث به‌وجود آمدن جزر و مد آب‌های کره زمین می‌شود و گرانش کره ماه همچنین باعث باثبات ماندن محور گردش زمین به دور خود می‌شود که در صورت عدم وجود ماه، انحراف محوری زمین مرتباً تغییر می‌کرد و این امر باعث آشفته شدن آب و هوا و فصل‌ها در زمین می‌شد.
نیمکره‌ای از ماه در اثر پدیدهُ قفل جزر و مدی به‌طور دائمی رو به زمین قرار دارد که سمت پیدای ماه نامیده می‌شود. نیمه پنهان ماه را سمت پنهان ماه می‌نامند.
ماه هر سال حدود ۳٫۵ سانتیمتر از زمین دور می‌شود.

### حرکت انتقالی، وضعی و شبانه‌روز ماه
از آنجا که همیشه یک سمت ماه به سوی زمین است؛ به‌طور متوسط، ماه در هر ۲۷٫۳۲۱۶۶۱ روز یک بار تناوب مداری یا نجومی دارد (یعنی نسبت به یک ستاره ثابت یکبار بدور زمین حرکت انتقالی دارد) که با حرکت وضعی آن نیز برابر است؛ و به‌طور متوسط در هر ۲۹٫۵۳۰۵۸۹ روز یک بار تناوب هلالی دارد (یعنی هر بار زاییده شدن هلال ماه) که دقیقاً با یک شبانه‌روز در کره ماه و همچنین با یک ماه قمری در تقویم قمری برابر است.

### چرا ماه به روی زمین سقوط نمی‌کند
زمین با نیروی گرانش ماه را به سوی خود می‌کشد. اگر انسان ماه را که در حقیقت بی‌وقفه به دور سیاره ما می‌چرخد، از گردش بازمی‌داشت، ماه فقط برای مدت کوتاهی ثابت می‌ایستاد، آنگاه با سرعتی فزاینده به سمت زمین می‌شتافت و در نهایت با آن برخورد می‌کرد. البته این عمل میسر نیست. ماه از همان زمان‌های اولیه با سرعتی برابر ۳۶۵۹ کیلومتر در ساعت به دور زمین در حال گردش بوده است. در اثر این حرکت گردشی، یک نیروی گریز از مرکز به سمت خارج ایجاد می‌شود، که درست به اندازه نیروی گرانش زمین که به سمت داخل کشش دارد، است. این دو نیروی مخالف، اثر یکدیگر را به‌طور متقابل خنثی می‌کنند، به نحوی که ماه همواره بر مدار خود باقی می‌ماند.

### هلال و بدر چگونه تشکیل می‌شود

لیبراسیون کرهٔ ماه در یک چرخش ماهانه

خورشید خود می‌درخشد، ماه را از این رو می‌بینیم که خورشید به آن می‌تابد. اگر آن روی ماه که به سوی ماست، به‌طور کامل مورد تابش خورشید قرار گیرد، ما ماه را به صورت قرص کامل و به عبارت دیگر در حالت بدر مشاهده می‌کنیم. اگر نور خورشید فقط قسمتی از آن روی ماه را که بسوی ماست دربر گیرد، ما ماه را بر حسب میزان تابش نور به صورت هلال باریک نوری، نیم قرص یا به صورت یک گلوله تقریباً گرد نورانی می‌بینیم. این پدیده‌های نوری را فازها یا صورت‌های مختلف ماه می‌نامند.
هنگامی که ماه در جهت تابش خورشید قرار گیرد، دیده نمی‌شود، زیرا در تابش شدید خورشید محو می‌گردد و علاوه بر این، آن روی ماه که بسوی ماست مورد تابش واقع نمی‌گردد. این وضعیت را ماه نو می‌نامیم. اکنون ماه بر روی مدار خود به حرکت ادامه می‌دهد و پس از چند روز به‌طور محسوسی در سمت چپ یا در شرق خورشید واقع می‌شود. در این وضعیت قسمت کوچکی از نیمه رو به زمین ماه، تحت تابش نور خورشید قرار می‌گیرد. در این دوران ماه را در اوایل شب به صورت داس باریکی که البته روز به روز بر قطر هلال آن افزوده می‌شود، مشاهده می‌کنیم، زیرا در این وضع ماه بعد از خورشید غروب می‌کند.
تقریباً یک هفته پس از ماه نو، از دید ناظر زمینی، ماه دقیقاً از پهلو مورد تابش نور خورشید واقع می‌شود. در این حالت انسان نیمی از ماه را تاریک و نیم دیگر را روشن می‌یابد؛ این وضعیت یک‌چهارم نخست نامیده می‌شود. دوباره یک هفته بعد، ماه از دید این ناظر، دقیقاً در مقابل خورشید قرار می‌گیرد. در این حالت ماه به صورت قرص کامل نورانی می‌شود، که به آن بدر (یا در اصطلاح عامیانه ماه شب چهاردهم) می‌گویند.
از این حالت به بعد از قطر قسمت نورانی ماه کاسته می‌شود. تقریباً هفت روز پس از بدر، دوباره یک‌چهارم دوم حادث می‌شود. ماه در این حالت از دید ناظر زمینی اکنون در سمت راست یا در غرب خورشید قرار دارد و به عبارت دیگر قبل از طلوع خورشید در آسمان صبحگاهی پدیدار می‌شود، تا بالاخره دوباره به وضعیت ماه نو می‌رسد.

### فاصله
ماه نزدیک‌ترین جِرم آسمانی به زمین است و کرهٔ ماه در حدود سی برابر قطر زمین از زمین فاصله دارد. میانگین فاصلهٔ ماه تا زمین ۳۸۴٬۴۰۳ کیلومتر و قطر ماه ۳٬۴۷۶ کیلومتر است. به‌خاطر این نزدیکیِ نسبیِ فاصله، ماه در آسمان شب تقریباً به‌اندازهٔ خورشید دیده می‌شود، و گاه با گذر از جلوِ خورشید، باعث خورشیدگرفتگی نیز می‌شود.
مَهتاب نوری است که از خورشید آمده و از سطح ماه رو به کره زمین بازتابانده شده. نور تقریباً در مدت ۱٫۳ ثانیه فاصله بین زمین تا ماه را طی می‌کند.

سراسرنمای فاصلهٔ ماه تا زمین

### گام‌های ماه

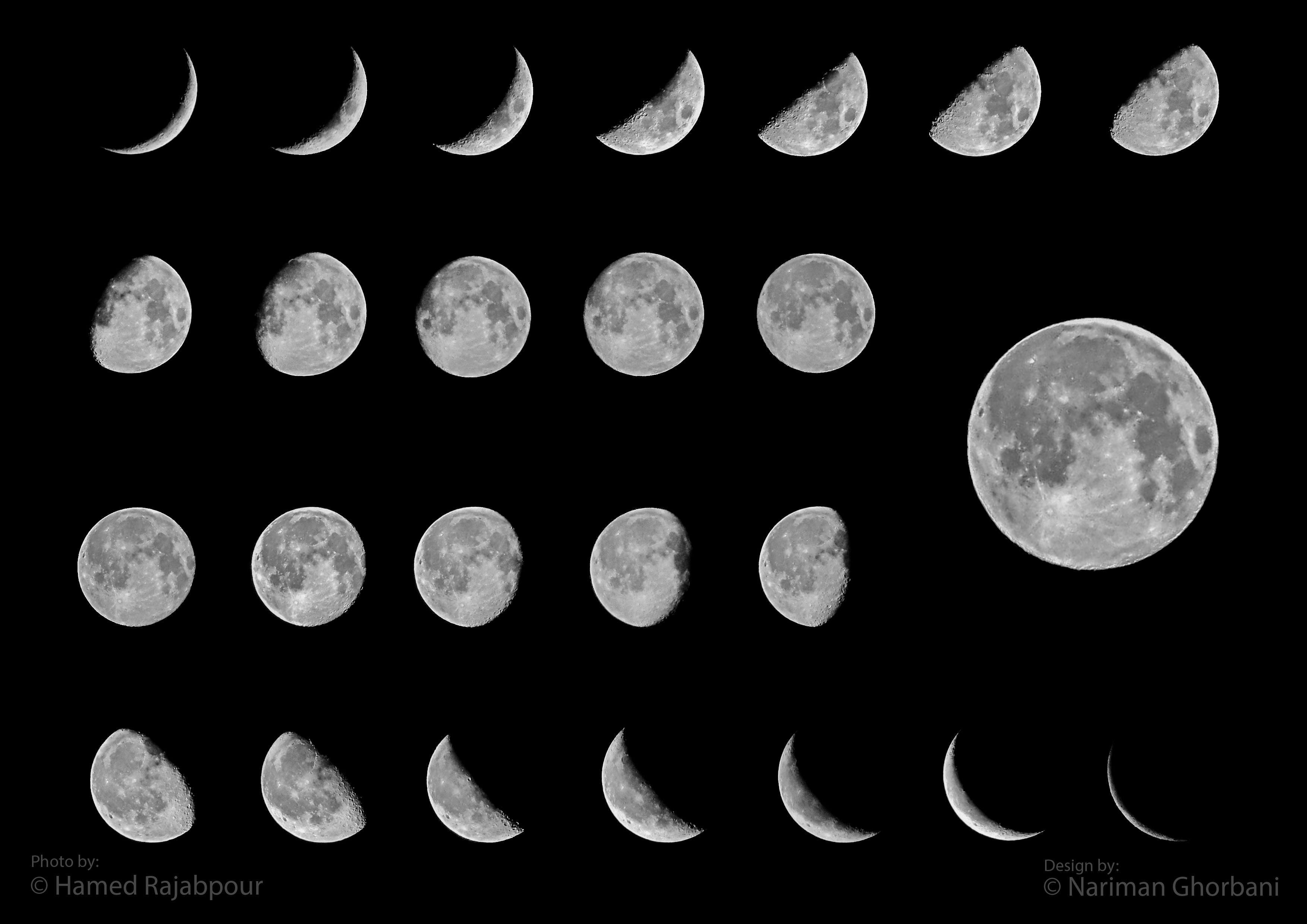
این تصاویر هلال‌های مختلف ماه را در طول یک ماه نشان می‌دهد.

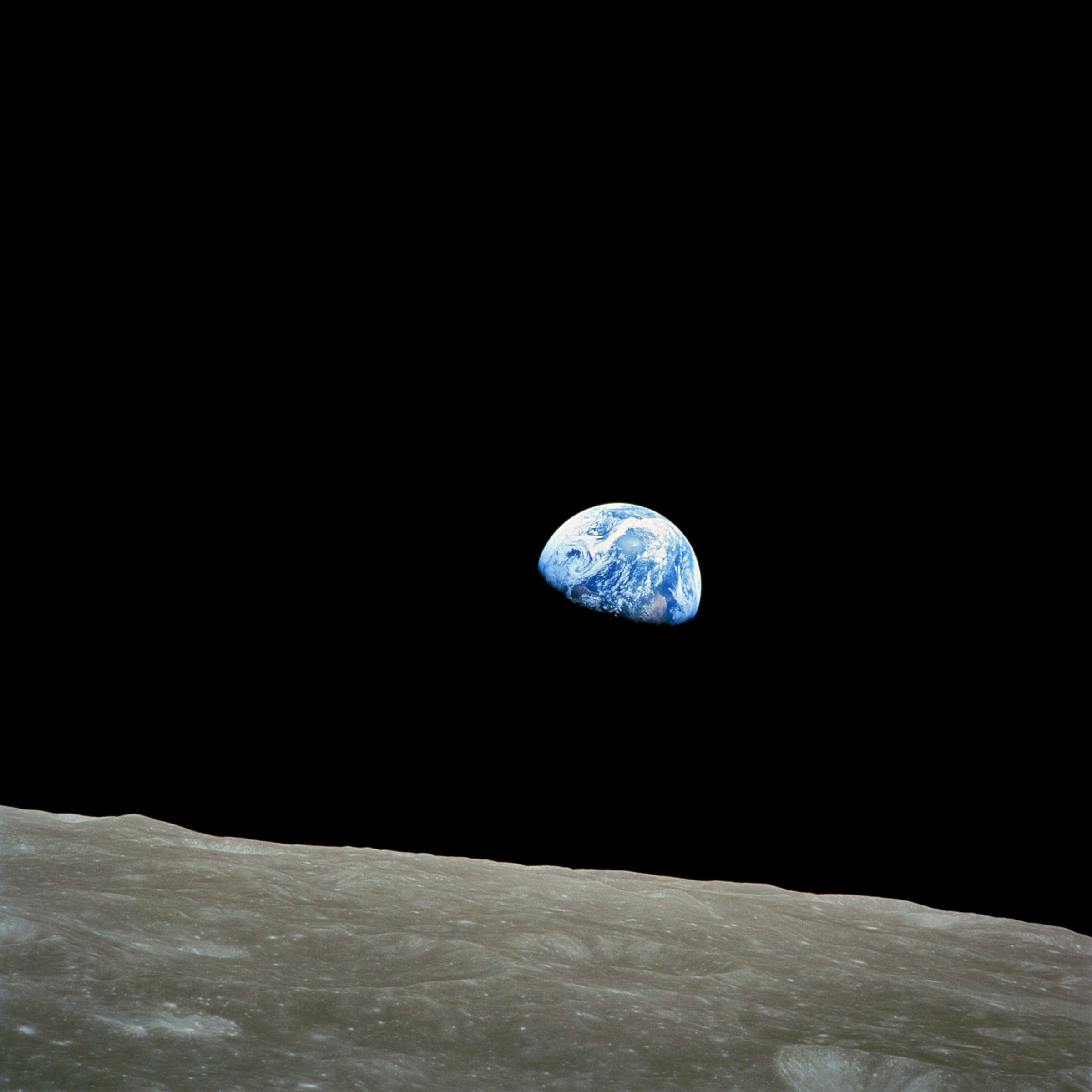
نمای زمین از ماه که در ۲۴ دسامبر ۱۹۶۸ به‌وسیله ویلیام بیل اندرس در سفر آپولو ۸ عکس‌برداری شده است.

همیشه ۵۰ درصد سطح ماه در معرض نور خورشید قرار دارد. میزان ناحیه روشن ماه، به موقعیت ماه نسبت به زمین و خورشید بستگی دارد. اندازه ناحیه قابل رویت، از کاملاً تاریک تا ماه کامل متغیر است. این دوره کامل هشت مرحله دارد که اهله ماه نامیده می‌شوند. چرخه گام‌های ماه، هر ۲۹٫۵۳ روز کامل می‌شود.

### خانه‌های ماه
خانه‌های ماه، تقسیم‌بندی حرکت شبانه‌روزیِ ماه نسبت بر روی دائرةالبروج است که به ۲۸ خانه تقسیم شده است.

### رخگردی
رخگردی یا لیبراسیون پدیده پدیدار شدن ۹ درصد از گوشه‌های نیمه ناآشکار ماه به صورت متناوب در زمانبندی گردش ماهانه ماه است.

### سَمتِ پنهانِ ماه
سَمتِ پنهانِ ماه نیمکره‌ای از کرهٔ ماه است که به‌طور دائمی از کرهٔ زمین روی‌گردان است. سمتِ رو به زمین از کرهٔ ماه را سمت پیدای ماه می‌نامند. سمت پنهان ماه نخستین بار در سال ۱۹۵۹ توسط کاوشگر لونا ۳ شوروی عکس‌برداری شد و نخستین رؤیت مستقیم با چشم انسان در سال ۱۹۶۸ و در جریان مأموریت آپولو ۸ صورت گرفت. تا امروز جمعاً ۲۴ انسان موفق به مشاهدهٔ عینی سمت پنهان ماه شده‌اند. این افراد فضانوردان مأموریت‌های آپولو ۸ و آپولو ۱۰ تا ۱۷ بوده‌اند.

## رصد و اکتشاف

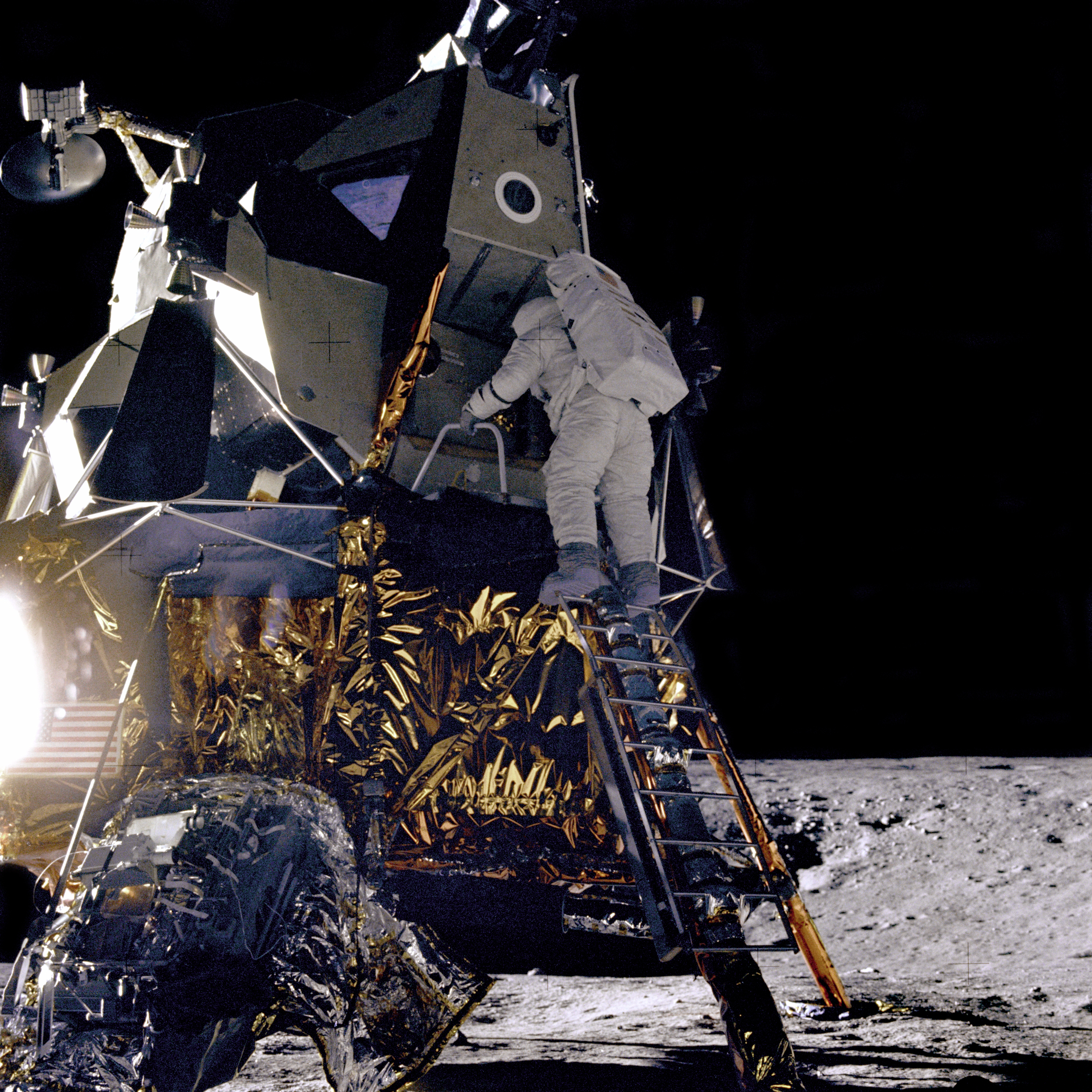
ماموریت آپولو ۱۲

انسان تاکنون ۷۳ مأموریت فضایی به سوی ماه انجام داده است. تغییرات دمایی زیاد بر سطح ماه، تابش‌های زیان بار کیهانی و بارش انواع شهاب‌سنگ‌ها اسکان انسان در ماه را با دشواری‌هایی روبه‌رو می‌کند. پژوهشگران آژانس فضایی ژاپن موفق به کشف حفره‌ای گدازه‌ای در کره ماه شده‌اند که به باور آن‌ها این حفره مکانی مناسب برای ساخت اقامتگاه‌های فضایی در آینده‌ای نه چندان دور خواهد بود.
سفر به ماه با فناوری‌های کنونی سه روز به درازا می‌کشد و ماه تنها کره خارج از زمین است که انسان‌ها بر آن گام نهاده‌اند. در سال ۱۹۶۹ سازمان ناسا اعلام کرد که نخستین فضانوردان به نام‌های نیل آرمسترانگ و باز آلدرین در قالب پروژه آپولو بر سطح ماه فرود آمدند.

##### مأموریت‌های تجاری پیش‌بینی‌شده

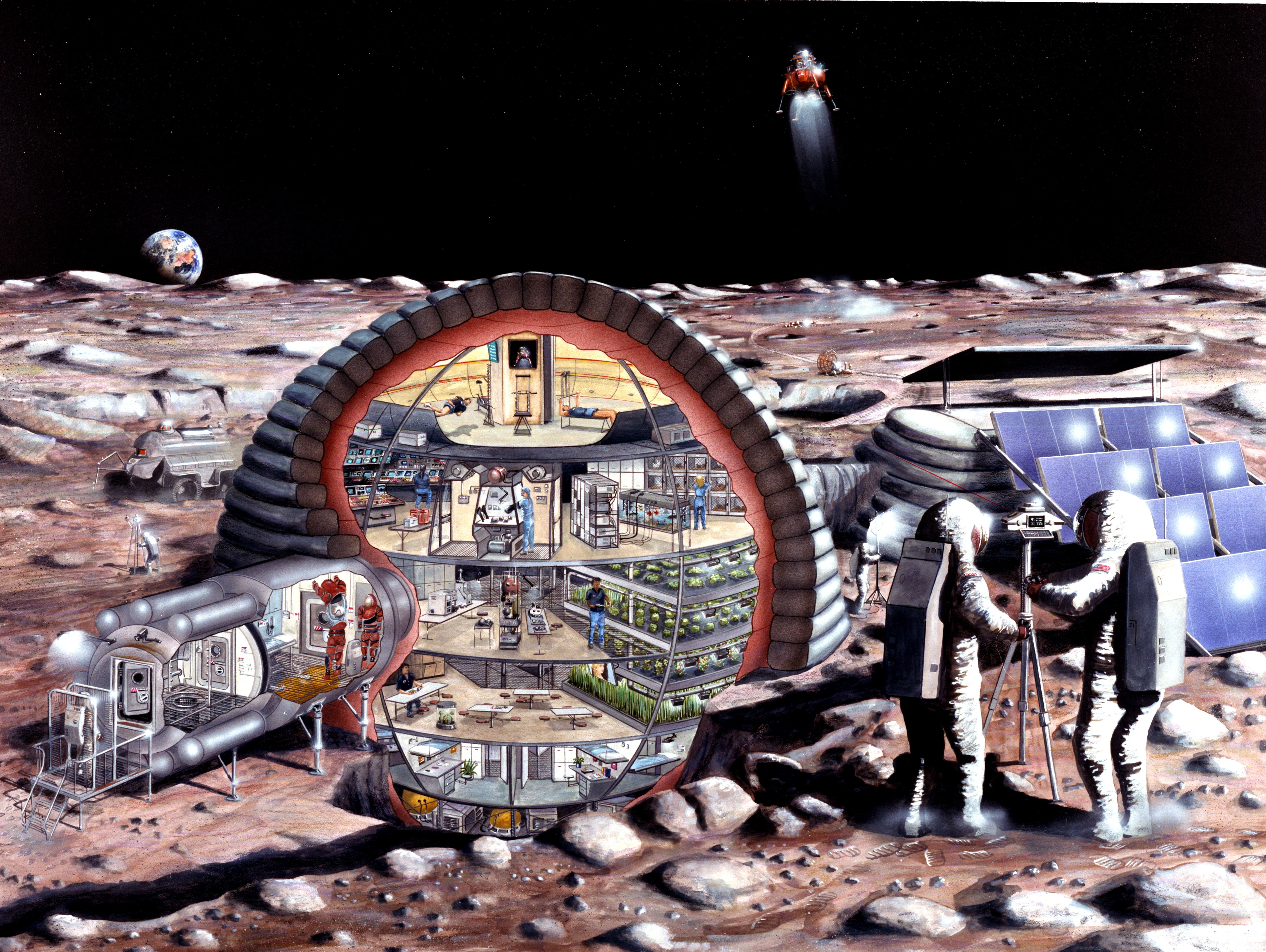
تصویری از یک طرح پایگاه در ماه

در سال ۲۰۰۷ بنیاد جایزهٔ ایکس با همراهی گوگل جایزه لونار ایکس گوگل را جهت تشویق و ترغیب فعالیت‌های تجاری به سمت ماه راه‌اندازی کردند. برای نخستین اقدام خصوصی که تا پایان مارس ۲۰۱۸ برای رسیدن به ماه با یک فرودگر رباتیک صورت می‌گرفت، جایزه‌ای به مبلغ ۲۰ میلیون دلار، و برای دستیابی به شاخص‌های فراتر از آن نیز یک جایزهٔ ۱۰ میلیون دلاری در نظر گرفته شده‌بود. بر پایه گزارش‌ها، تا ماه اوت ۲۰۱۶ تعداد ۱۶ تیم در این رقابت شرکت می‌کرده‌اند. در ژانویه ۲۰۱۸ این بنیاد اعلام کرد که با توجه به این که هیچ‌یک از تیم‌های فینالیست قادر نخواهند بود که تا پیش از موعد مقرر اقدام به پرتاب فضاپیما کنند، این جایزه غیرقابل دریافت خواهد بود.
در اوت ۲۰۱۶ دولت ایالات متحده آمریکا اجازهٔ فرود بر روی ماه را برای یک شرکت نوپای مستقر در این کشور با نام «مون اکسپرس» صادر کرد. این اولین باری بود که حق انجام چنین کاری به یک سرمایه‌گذاری خصوصی اعطا می‌شد. این تصمیم به‌عنوان سابقه‌ای در نظر گرفته می‌شود که به تعریف استانداردهای نظارتی برای فعالیت‌های تجاری در اعماق فضا در آینده کمک کرد. از آن زمان تاکنون عملیات شرکت‌ها به روی زمین یا اطراف آن محدود شده است.
در ۲۹ نوامبر ۲۰۱۸ ناسا اعلام کرد که نه شرکت بازرگانی در قالب آنچه که با عنوان خدمات محموله‌های قمری تجاری شناخته می‌شود، برای رسیدن به قراردادی با یکدیگر رقابت خواهند کرد که طبق آن قرارداد قادر خواهند بود تا محموله‌های کوچکی را به ماه ارسال کنند. جیم برایدنستاین، مدیر ناسا گفته است: «ما در حال بنا کردن یک قابلیت آمریکایی بومی هستیم تا به سطح ماه رفت و آمد کنیم.»

#### تأثیر انسانی
علاوه بر ردپاهای برجای مانده از فعالیت‌های انسانی بر روی ماه، تأسیسات دائمی از پیش معین‌شده‌ای نظیر اثر هنری موزهٔ ماه، پیام‌های حسن نیت آپولو ۱۱، پلاک قمری، یادبود فضانورد افتاده، و مصنوعات دیگری نیز وجود داشته‌اند.

## ستاره‌شناسی از روی ماه

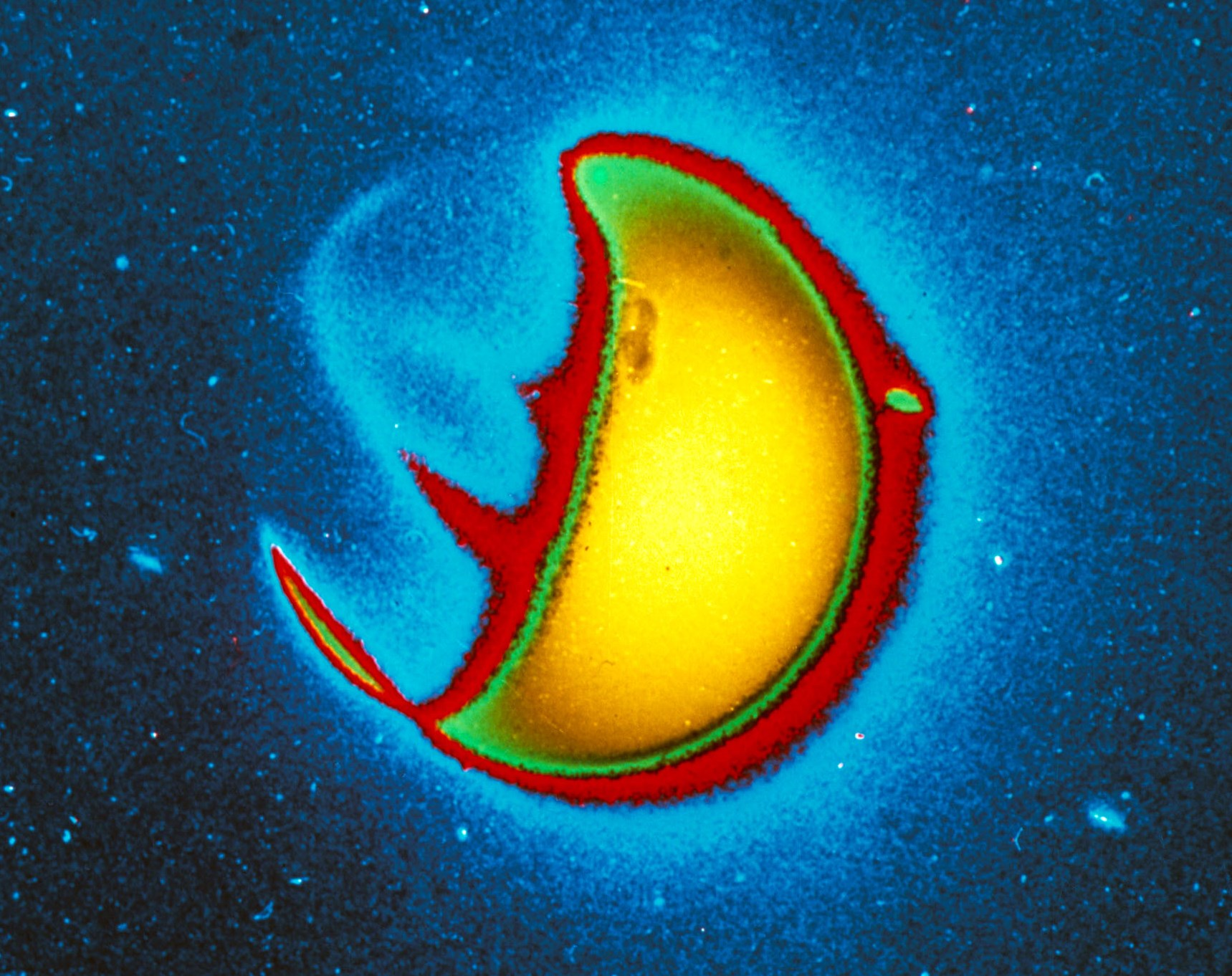
یک تصویر رنگی از زمین در پرتوی فرابنفش که در طول مأموریت آپولو ۱۶ از سطح ماه به ثبت رسیده است. سمت روز سیاره مقدار زیادی از نور ماورای بنفش خورشید را بازتاب می‌دهد، اما سمت شب آن نوارهای ضعیفی از انتشار پرتوهای ماورای بنفش از شفق‌های قطبی را نشان می‌دهد که به‌واسطهٔ ذرات باردار شده پدید آمده‌اند.

ماه محلی مناسب برای استقرار تلسکوپ‌ها است چون فاصلهٔ آن بازمین کم است، نگرانی برای قوهٔ دید نجومی در آن وجود ندارد، دهانه‌های نزدیک قطب‌های ماه به‌طور دائمی تاریک و سرد بوده و برای تلسکوپ‌های فروسرخ سودمند و کاربردی هستند. رادیو تلسکوپ‌های مستقر در سوی دیگر ماه نیز در برابر تداخل با امواج رادیویی زمین محافظت می‌شوند. اگرچه خاک ماه برای بخش‌های متحرک تلسکوپ‌ها مشکلاتی را ایجاد می‌کند، اما ترکیب نانولوله‌های کربنی و اپوکسی می‌تواند در ساخت آینه‌هایی با قطر تا ۵۰ متر به‌کار گرفته‌شود. تلسکوپ سمت‌الرأس قمری با استفاده از مایع یونی با کمترین هزینه ساخته می‌شود.
در آوریل ۱۹۷۲ در مأموریت آپولو ۱۶ با استفاده از طیف‌سنج/دوربین فرابنفش دور طیف‌ها و تصاویر نجومی متنوعی در طیف فرابنفش به‌ثبت رسید.

## وضعیت حقوقی
با وجود این که سطح‌نشین‌های لونا پرچم‌های شوروی را بر روی ماه پراکنده کرده بودند، و پرچم‌های ایالات متحده توسط فضانوردان آپولو به‌طور نمادین در منطقهٔ فرودشان کاشته شده‌بودند، اما هیچ کشوری ادعای مالکیت بر هیچ‌یک از بخش‌های سطح ماه را ندارد. روسیه، چین و ایالات متحدهٔ آمریکا هرسه عضو پیمان فضای بیرونی سال ۱۹۶۷ هستند، که بر پایهٔ آن، ماه و تمام فضای بیرونی به‌عنوان قلمروی همهٔ بشریت شناخته شده‌اند. این پیمان استفاده از ماه را به استفاده با اهداف صلح‌آمیز محدود کرده و استقرار تأسیسات نظامی و جنگ‌افزارهای کشتارجمعی را صراحتاً منع کرده است.
در سال ۱۹۷۹ پیمان ماه ایجاد شد تا بهره‌برداری از منابع ماه توسط هر یک از کشورها را محدود کند، اما این پیمان تا ماه نوامبر ۲۰۱۶ تنها توسط ۱۸ کشور به امضا رسیده و تصویب شده‌بود که هیچ‌یک از آن‌ها مشغول برنامهٔ اکتشاف فضایی انسانی که راه‌اندازی آن به‌عهدهٔ خودش بوده‌باشد نبوده یا برنامه‌ای برای اجرای آن نداشته است. گرچه چندین شخص حقیقی ادعای مالکیت بر بخش‌ها یا کلیت ماه را داشته‌اند، اما هیچ‌یک از این‌ها معتبر و موثق در نظر گرفته نشده‌اند.

## در فرهنگ

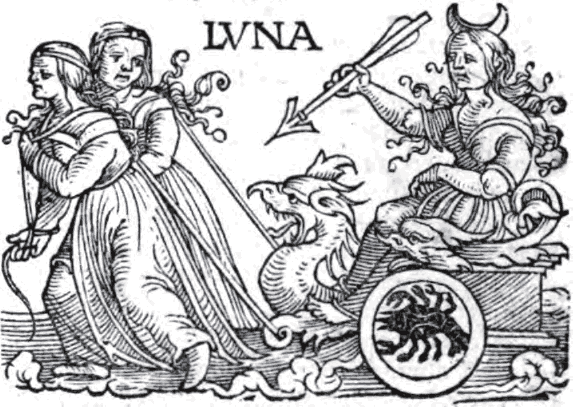
لونا، ماه (Luna, the Moon) برگرفته از نسخهٔ سال ۱۵۵۰ کتاب ستاره‌شناسی اثر گویدو بوناتی

### اسطوره‌شناسی
تضاد نور میان ارتفاعات درخشان‌تر و دریاوارهای تاریک باعث خلق الگوهایی می‌شوند که از نظر فرهنگ‌های مختلف به‌شکل‌هایی نظیر انسانی در ماه، خرگوش، بوفالو و اشکال دیگری دیده شده‌اند. ماه در بسیاری از تمدن‌های باستانی و ماقبل تاریخی دارای شخصیت یک خدای قمری و دیگر پدیده‌های فراطبیعی بوده است، و ترویج مناظر طالع‌بینی ماه امروزه نیز ادامه دارد.
در دین نیاهندواروپایی شخصیت خدای مذکری به‌نام مت‌نات به ماه نسبت داده شده است. سومری‌های باستان معتقد بودند که ماه همان خدای نانا، پدر اینانا، ایزدبانوی سیارهٔ زهره، و اوتو، خدای خورشید بوده است. نانا بعداً با نام سین شناخته‌شد و منحصراً به افسون و جادوگری ربط پیدا کرد. در اسطوره‌شناسی یونانی-رومی خورشید و ماه به‌ترتیب به‌عنوان مرد و زن نمود یافته‌اند (هلیوس/سل و سلنه/لونا). این سیر تکاملی منحصر به شرق دریای مدیترانه است، و در سنت یونان آثار یک خدای قمری مذکر در پیکرهٔ منلائوس حفظ شده است.

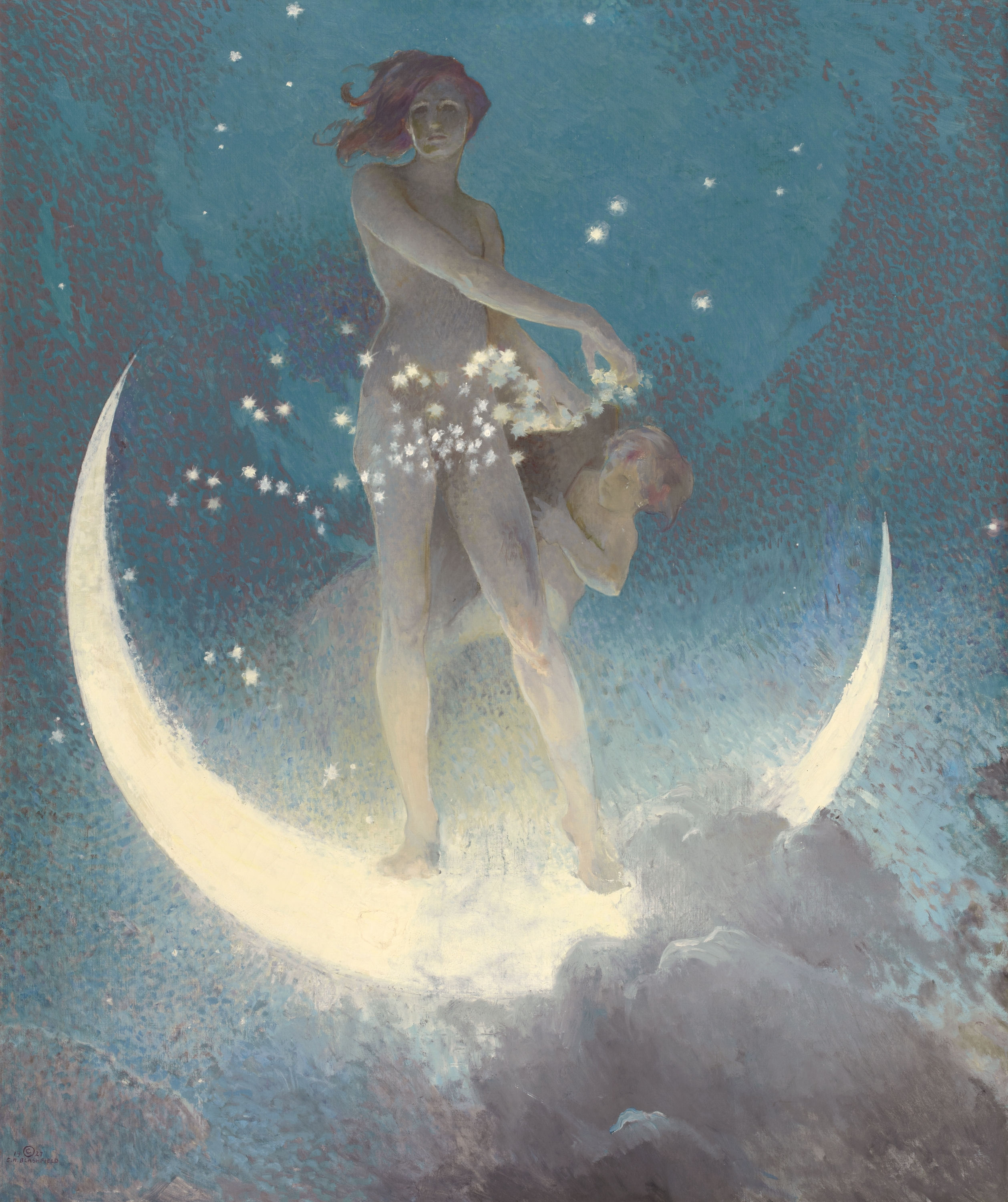
بهار در حال پاشیدن ستاره‌ها اثر ادوین بلاشفیلد

در شمایل‌نگاری بین‌النهرینی هلال نماد اصلی نانا-سین بود. در هنر یونان باستان، سلنه، ایزدبانوی ماه، با یک هلال در پوشش سر خود تصویر شده است؛ آرایش این هلال به گونه‌ای است که یادآور شاخ است. چیدمان ماه و ستاره نیز به عصر برنز بازمی‌گردد، جایی که این نماد نمایانگر ترکیب خورشد و ماه، یا ماه و سیارهٔ زهره بوده است. این نماد به‌عنوان نشان آرتمیس و هکاته استفاده‌شد، و سپس به‌واسطهٔ حمایت هکاته، به‌عنوان نماد بیزانتیوم مورد استفاده قرار گرفت.
در اواخر قرون وسطی، سنت نمادینی برای نمایش دادن خورشید و ماه با صورت شکل گرفت.
شق‌القمر (به عربی: انشقاق‌القمر) معجزه‌ای است که به محمد نسبت داده شده است.

### ماه در ادبیات و اساطیر ایرانی
ماه را در فارسی ماج و ماس و مج و مهیر نیز گفته‌اند. صورت‌های این واژه در زبان‌های ایرانی کهن‌تر مانگ بوده است. در ادبیات عرفانی همچنین گوهر شب‌چراغ کنایه از ماه است.
در ستاره‌شناسی کهن گفته می‌شد که خانهٔ ماه سرطان است و شرف او در ثور است و این‌که ماه در فلک اول است و یکی از کواکب یا سیارات سبعه است.
در ادبیات فارسی تابان، شب‌گرد، ناشسته‌رو، مهرپرور از صفات و شمع، چراغ، مشعله، شعله، نقره چنبر، دایره، شیشه، ساغر، پیمانه، قرص، ترنج، سیب، نسرین، صندل، پنبه، گوی، کف، پنجه از تشبیهات ماه است.
در اساطیر میان‌رودان خدای ماه را ایزدبانو سین می‌نامند.
توصیف ماه در شاهنامه فردوسی:
| چراغست مر تیره‌شب را بسیچ    |  | به بد تا توانی تو هرگز مپیچ |
| چو سی روز گردش بپیمایدا     |  | شود تیره‌گیتی بدو روشنا      |
| پدید آید آنگاه باریک و زرد  |  | چو پشت کسی کو غم عشق خوَرد   |
| چو بیننده دیدارش از دور دید |  | هم اندر زمان او شود ناپدید  |
| دگر شب نمایش کند بیشتر      |  | ترا روشنایی دهد بیشتر       |
| به دو هفته گردد تمام و درست |  | بدان بازگردد که بود از نخست |
| بود هر شبانگاه باریک‌تر      |  | به خورشید تابنده نزدیک‌تر    |
| بدینسان نهادش خداوند داد    |  | بود تا بود هم بدین یک نهاد  |

## نگارخانه

سمتِ پیدای ماه
سمتِ پنهان ماه
قطبِ شمالیِ ماه
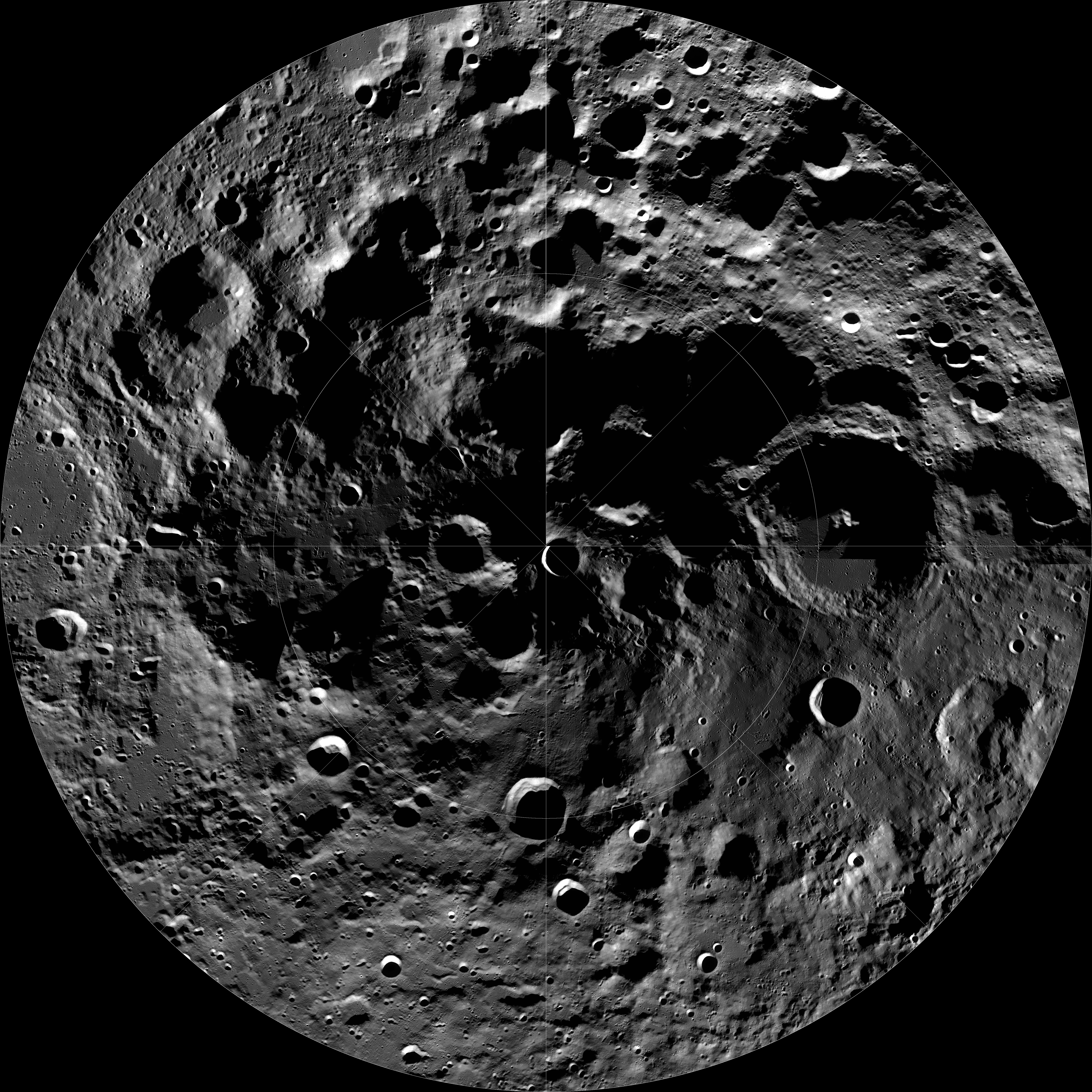
قطبِ جنوبیِ ماه
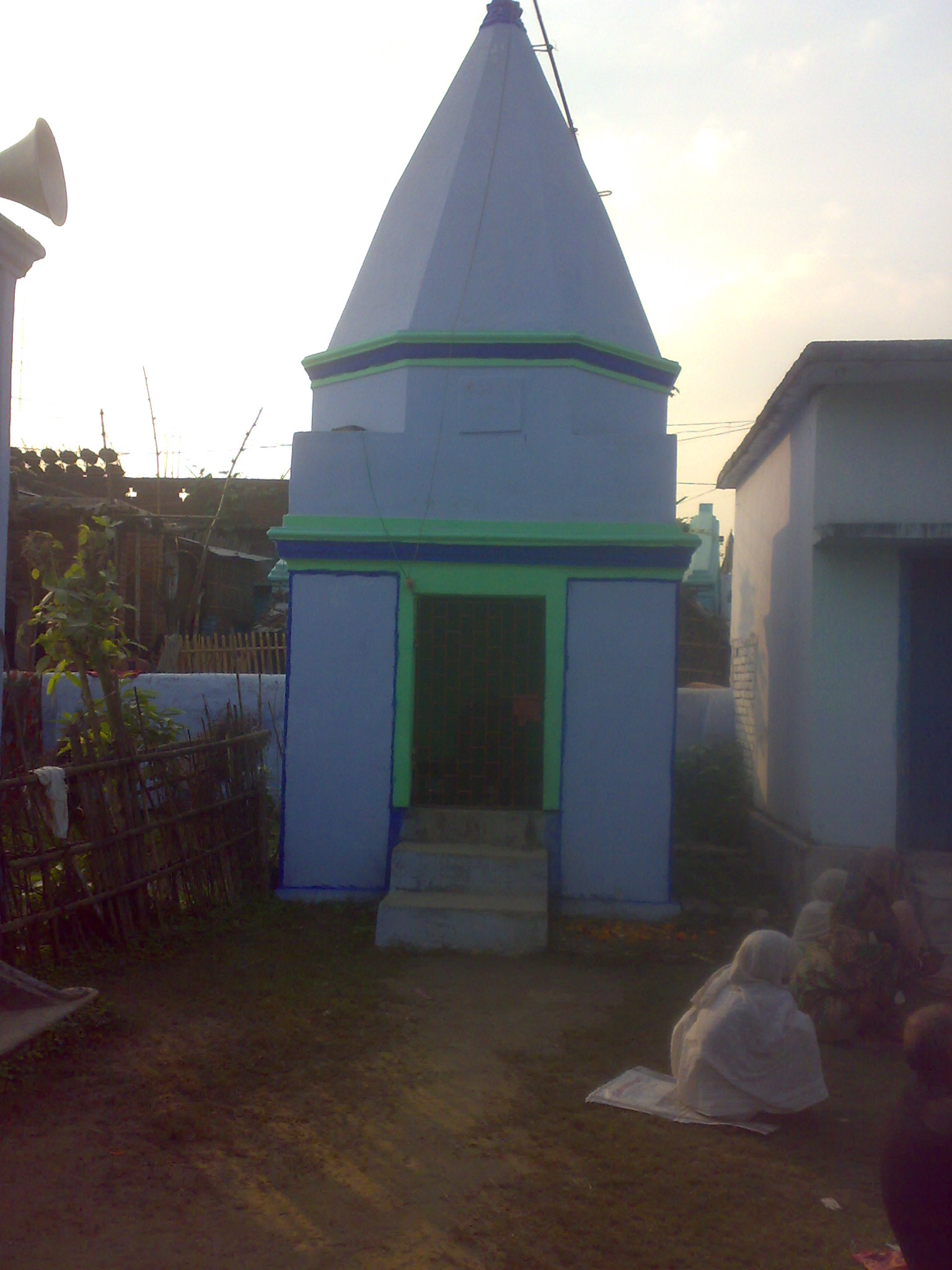
ماه از زمین
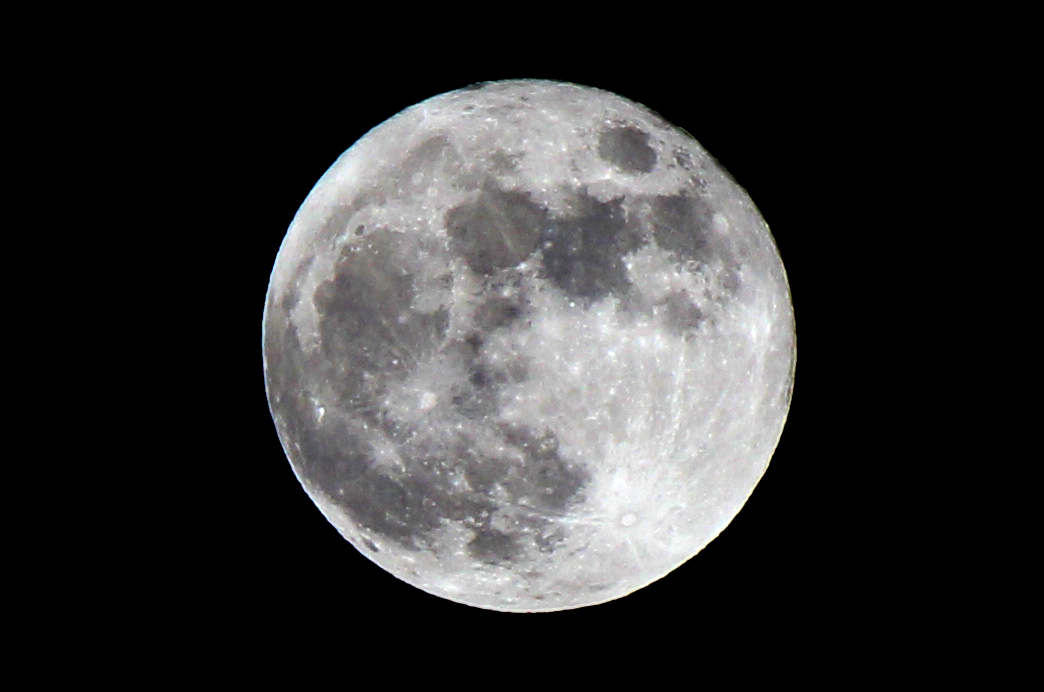
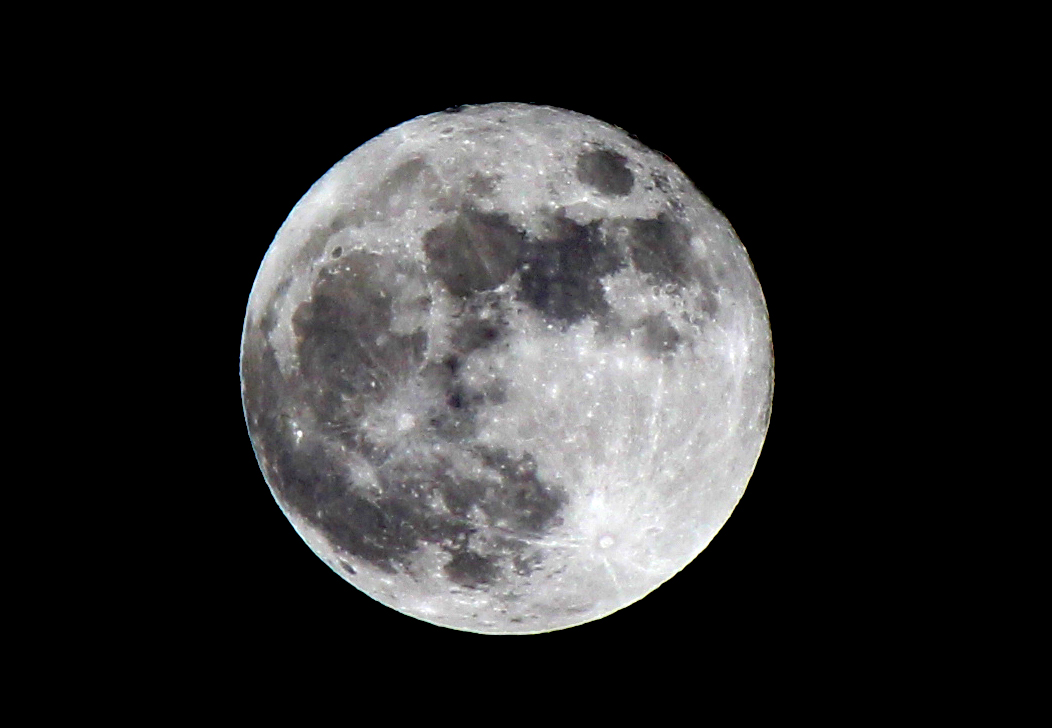
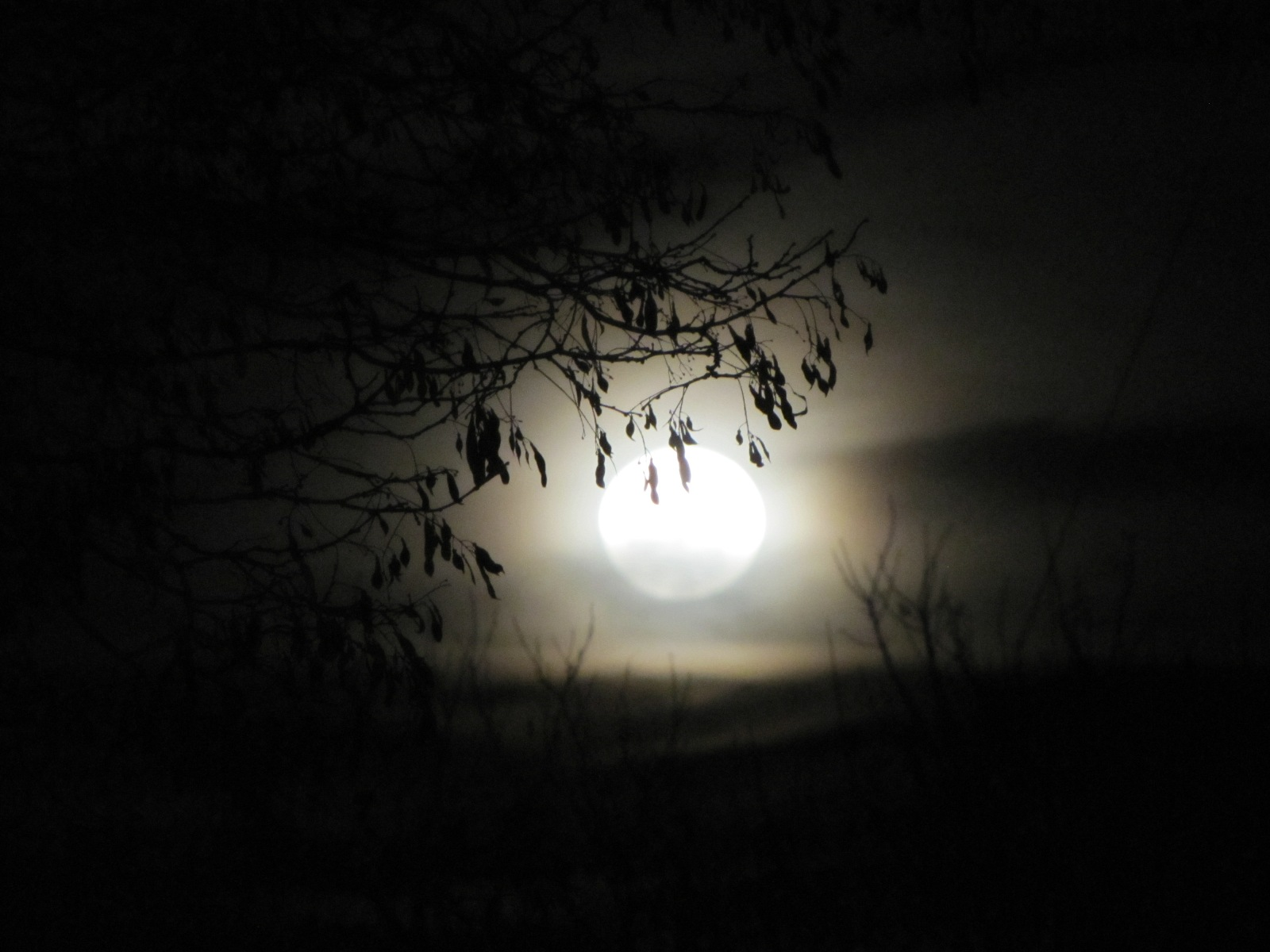
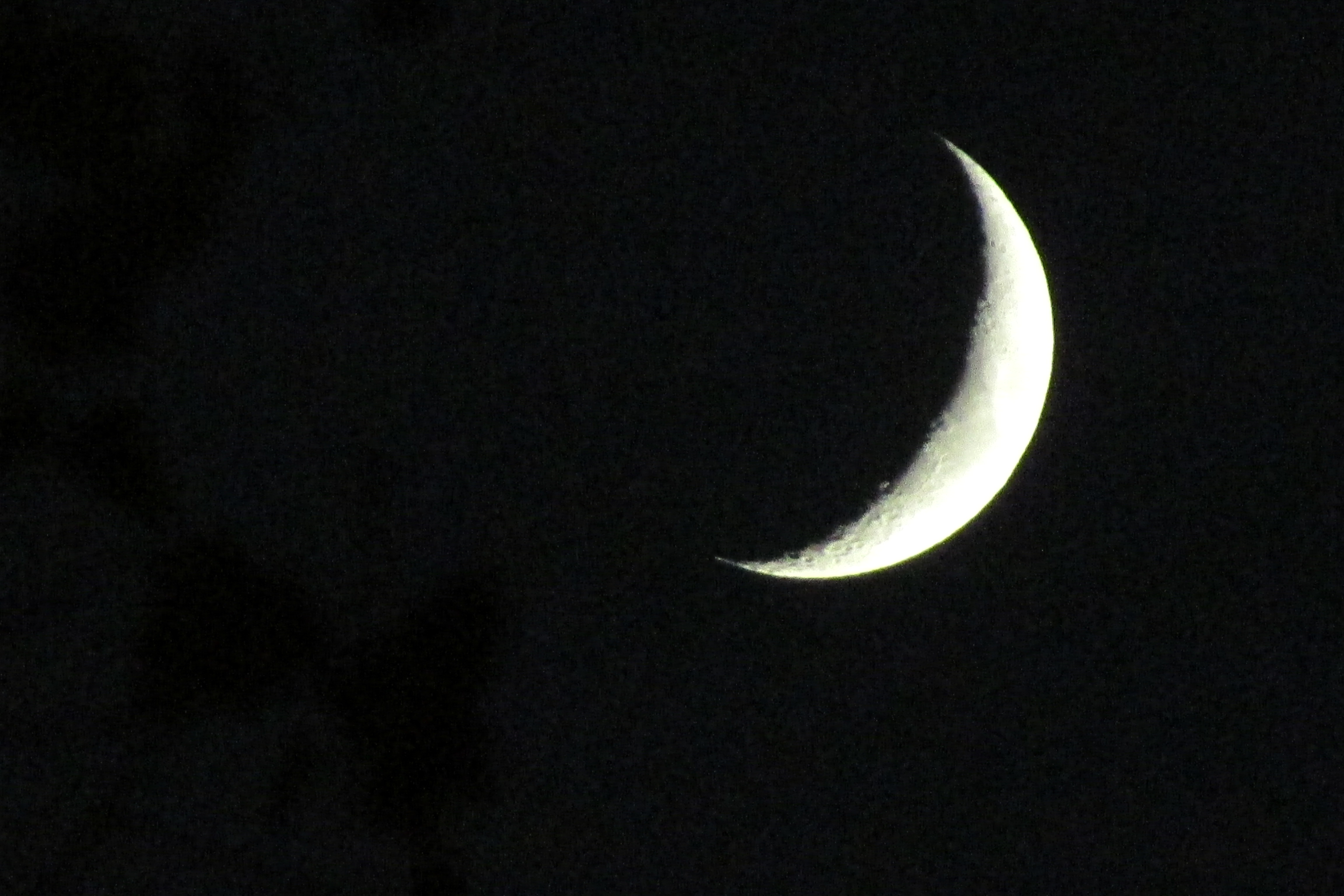
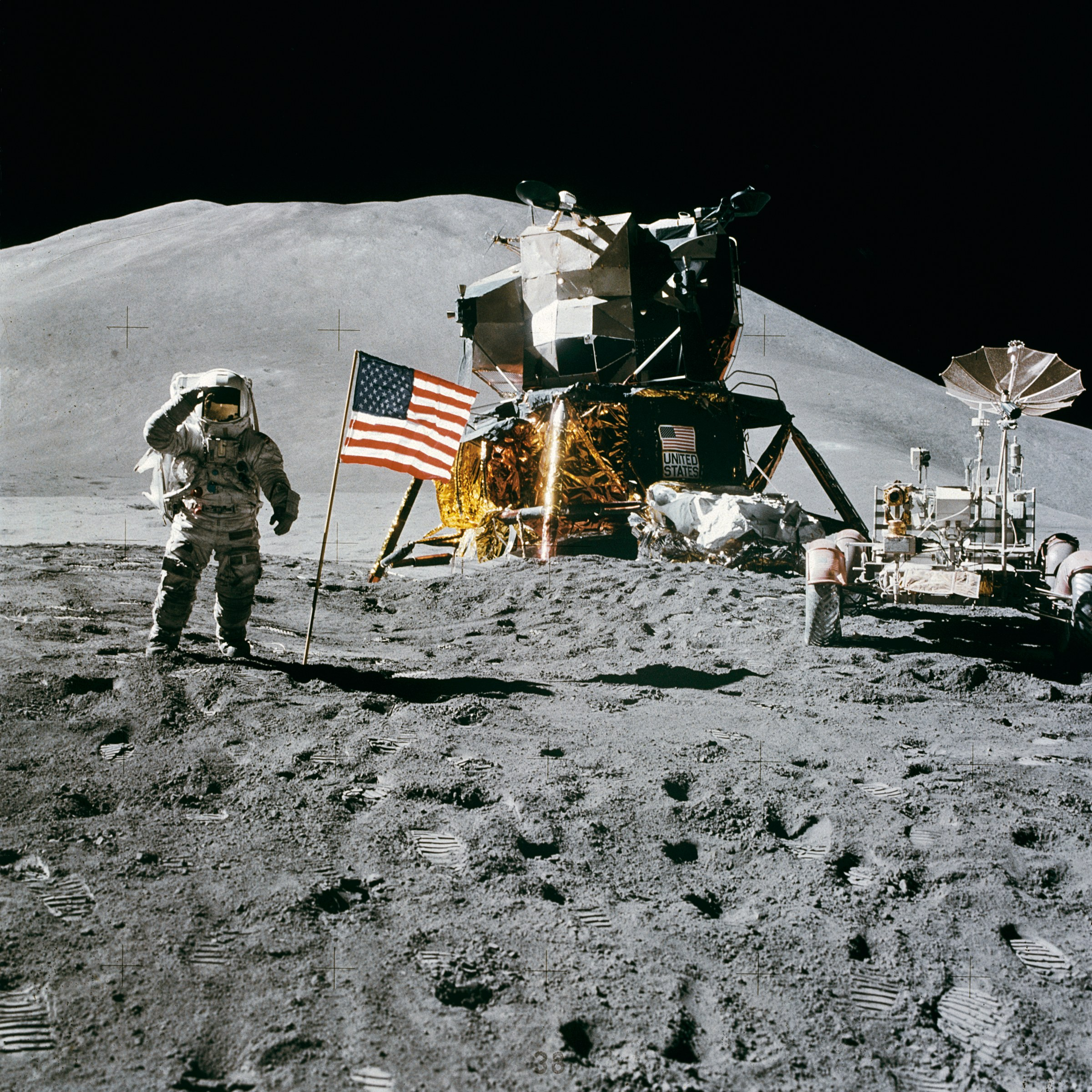
نصب پرچم آمریکا بر روی کره ماه
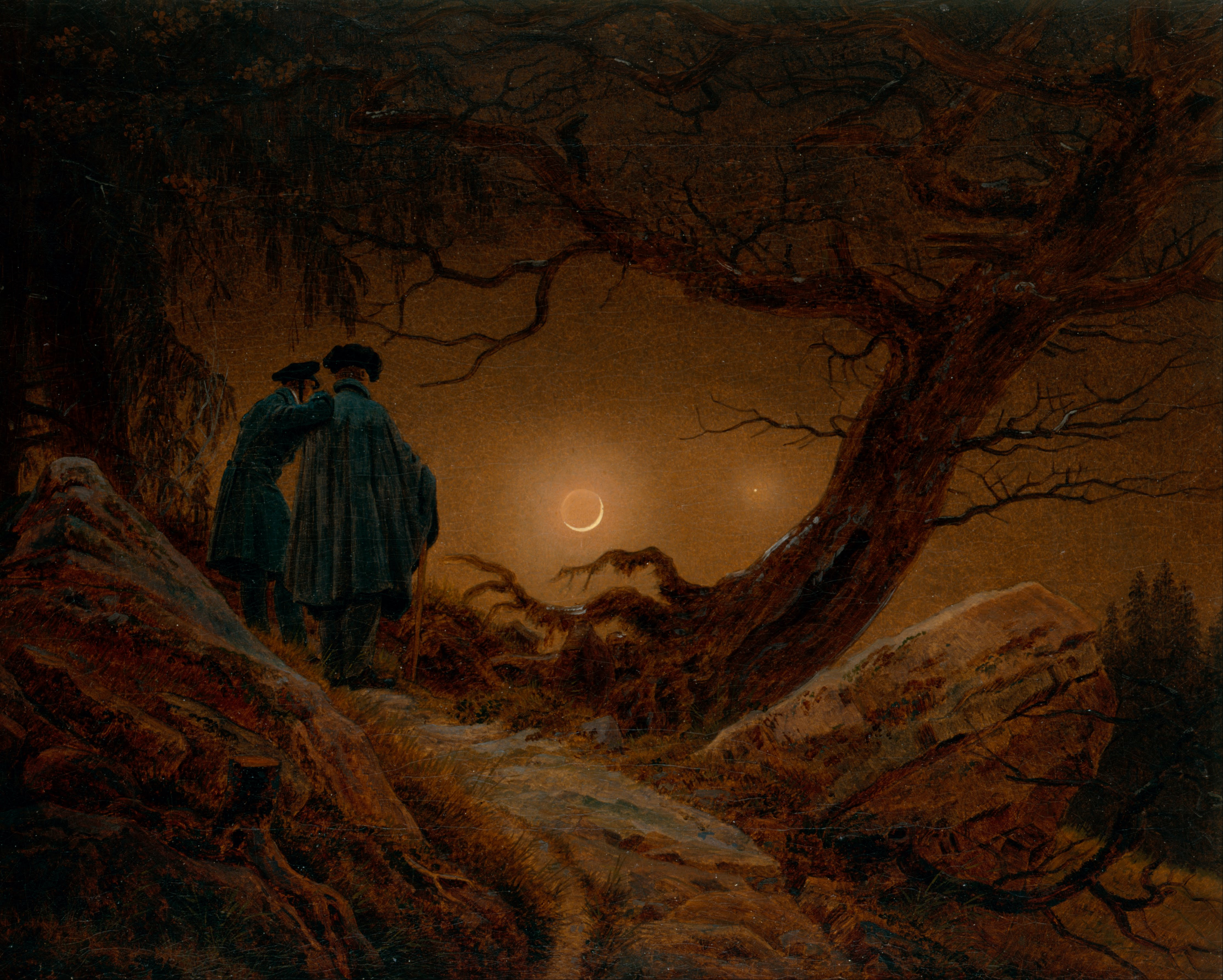
دو مرد تأمل کرده به ماه اثر کاسپار داوید فریدریش